# Sharktooth Mountain
Sharktooth Mountain – szczyt w Kolumbii Brytyjskiej, w Kanadzie, w paśmie Cassiar Mountains. Jego wysokość wynosi 2668 m n.p.m. Nazwę oficjalnie uznano 6 września 1951.